# Konrad Halver
Konrad Halver (27 de abril de 1944 - 30 de noviembre de 2012) fue un actor, productor y locutor radiofónico de nacionalidad alemana. Fue director de la productora Graceland-Studios, en Hamburgo.

## Biografía
Nacido en Salzwedel, Alemania, Halver era hijo del pastor luterano Rudolf Halver (1912–2004), y creció primero en Husby y después en Hamburgo. 
En los años 1960, bajo su dirección, se creó el programa de audiolibros del sello Europa, en el cual se produjeron títulos como la serie Winnetou, en la cual él actuó, la primera versión radiofónica de Dracula, con Charles Regnier en el papel del título, y la emisión Bambi, en la que Halver daba voz a un adulto Bambi.
En 1972 Halver cambió la compañía Europa por BASF, lanzando con Peter Folken la exitosa emisión Winnetou. Pero también fue responsable de numerosas producciones nuevas, como unos espectáculos de género Verkehrskasper con la voz de Heinz Krause, así como las emisiones infantiles Maxifant und Minifant, a las cuales daban voz Rudolf Fischer y Wolfgang Buresch.
Konrad Halver continuó como director y locutor radiofónico aprovechando el auge de la radio a partir del año 2000. En 2002 trabajó en la producción „Weihnacht!“, de Meike Anders y Karl-Heinz Geisendorf, volviendo a textos de Karl May pasados más de 20 años, y en 2003 formó parte de la primera parte de la trilogía Satan und Ischariot, trabajando al aire libre con actores como Peer Augustinski y Chris Howland.
Su audiolibro Der Kutb (una narración oriental de Karl May) fue lanzado en el año 2005. Un exitoso proyecto llevado a cabo en sus últimos años, y producido en varios episodios, fue Kommissar Dobranski, un programa radiofónico ambientado en Hamburgo. Hasta su muerte trabajó en 12 episodios. En 2007 y 2010 mostró otras facetas de sus habilidades, trabajando en audiolibros de carácter espiritual y filosófico.
Konrad Halver falleció el 30 de noviembre de 2012 a causa de un cáncer en Hamburgo, Alemania.

## Filmografía (selección)
- 1968 : Der Reformator (TV)
- 1969 : Jacques Offenbach – Ein Lebensbild (TV)
- 2010 : Harrys Comeback – Letzter Puff vor Helgoland
- 2010 : Das ist ja das Leben selbst!
- 2011 : Null Fragen (corto de Steve Rich)

### Radio / Audiolibros
- Hacia 1968 : Winnetou I – III, emisión infantil – voz de Winnetou y dirección[2]
- Hacia 1970 : Dracula, emisión infantil – adaptación y dirección[3]
- 1974 : Bambi, emisión infantil – Voz de Bambi adulto[4]
- Der Verkehrskasper I – V, emisión infantil – dirección[5]
- Maxifant und Minifant, emisión infantil – productor[6]
- 2002 : „Weihnacht!“[7]
- 2005 : Der Kutb[8]
- 2006–2010 : Kommissar Dobranski, serie criminal en 12 episodios – voz del papel principal[9]
- 2006–2010 : Jules Verne, dentro de la serie "Die Schwarze Sonne" (7 episodios)[10]
- 2010 : Die letzten Helden
- 2010 : Das Meer der verlorenen Seelen
- 2012 : Mord in Serie, episodios 1 (Das 12. Opfer), 3 (Die schwarzen Witwen) y  6 (Kalter Tod)
- 2013 : Team Undercover, episodio 8 (Jagd in die Vergangenheit)
- 2014 : Team Undercover, episodio 13 (Im flammenden Inferno)